# Michael Rasmussen
 For alternative betydninger, se Michael Rasmussen (flertydig). (Se også artikler, som begynder med Michael Rasmussen)
Michael Rasmussen (født 1. juni 1974 i Tølløse) er en dansk tidligere professionel cykelrytter.
Han sluttede sin karriere i januar 2013 samtidig med han indrømmede brug af doping under sin karriere. Højdepunkterne i karrieren kom, da han vandt verdensmesterskabet i mountainbike (1999) og senere den prikkede bjergtrøje i Tour de France (2005 og 2006) samt stod til at vinde Tour de France 2007, før han blev trukket ud af sit hold.
Som det er karakteristisk for mange af de største cykelryttere, blev hans ambition om at gøre professionel karriere vakt allerede som barn, hvor han som 8-årig blev medlem af Holbæk Cykle Ring. Året efter blev han interviewet til Holbæk Amts Venstreblad: "Vent bare til år 2000, og se så godt efter tv-reportagerne fra Tour de France", sagde han til avisen.
I karrierens løb har han bl.a. kørt for Mix-TrodatResch (2001) og Team CSC-Tiscali (2002). De følgende år frem til 2007 kørte han for Rabobank.
Den 31. januar 2013 deltog Michael Rasmussen i et pressemøde, hvor det blev afsløret, at han havde været dopet i perioden 1998-2010. Han gav udtryk for at ville samarbejde med alle relevante dopingmyndigheder om at fortælle om sit misbrug. I samme forbindelse meddelte han sit stop som aktiv cykelrytter.
Den 4. november 2013 udgav Michael Rasmussen sin biografi Gul Feber. I denne bog beretter han om den korrupte cykelverden og sit stofmisbrug, men udover dette nævner han også andre ryttere, hvilket har gjort at han er blevet kaldt mange ting lige fra stikker til kujon.

## Biografi
Rasmussen begyndte sin cykelkarriere som mountainbike-rytter, og han vandt verdensmesterskabet i disciplinen i 1999[kilde mangler] før han blev stagiaire hos det professionelle cykelhold CSC-Tiscali i 2001. Her sikrede han sig en et-årig kontrakt til 2002-sæsonen, og efter en række gode resultater i august og september, deriblandt hans første professionelle sejr, skiftede han CSC-Tiscali ud med Rabobank-holdet til 2003-sæsonen.

### 2004
Hans første Tour de France var i 2004, hvor han hverken vandt en etape eller den prikkede bjergtrøje, der gik til Richard Virenque.[kilde mangler] Siden da bad han sit hold om lov til at træne fuldstændig alene og kun køre Touren i 2005, hvilket han fik lov til.

### 2005
Ved Tour de France 2005 viste hans træning sig at bære frugt, da han tog føringen i bjergkonkurrencen på 8. etape.[kilde mangler] Den næste dag vandt han 9. etape efter et soloridt på 75% af etapen,[kilde mangler] idet han stak af fra feltet efter allerede tre kilometer og forblev i front hele vejen til målstregen 168 kilometer senere.[kilde mangler] Han kørte først over den første kategori 1 stigning i dette års Tour, Ballon d'Alsace. I Tour de France 2005 (20. etape) var en enkeltstart katastrofal for ham: han tabte sin samlede tredjeplads efter et styrt efter 4 kilometer,[kilde mangler] to cykeludskiftninger,[kilde mangler] to hjulskift[kilde mangler] og et styrt i en grøft.[kilde mangler] Efter det første fald mistede han troen på sig selv og sin evne til at køre nedkørsler (sagde Rabobanks sportsdirektør Erik Breukink). Rasmussen sluttede som nummer 77 den dag,[kilde mangler] og faldt fra en 3. til en samlet 7. plads.[kilde mangler] Dog var det kun nødvendigt for ham at gennemføre etapen næste dag for at kunne kalde sig vinder af den prikkede bjergtrøje.[kilde mangler]
Efter 20. etape blev han set på sin cykel alene på en hovedlandevej. Rasmussen sagde, at han gjorde det for at få styr på tankerne efter det, der var sket den dag. Efter at have sikret sig den prikkede bjergtrøje i 2005-Touren, kørte han ikke blot med trøjen, men også en prikket hjelm, shorts, handsker og sokker[kilde mangler] – og på den sidste etape kørte han endda på en prikket cykel[kilde mangler] lavet af Ernesto Colnago,[kilde mangler] grundlægger af Colnago-firmaet.

### 2006
I Tour de France 2006 sluttede han fornuftigt i det samlede klassement, men var ikke kaptajn, da den ære gik til russiske Denis Mensjov. Rasmussen vandt dog alligevel den prikkede trøje for andet år i træk, og vandt 16. etape i processen.[kilde mangler] På den etape stak han af sted fra feltet efter kun 4 kilometer og tog "Souvenir Henri Desgrange", en pris, der gives til den første rytter over det højeste bjerg i hver Tour)[kilde mangler] på Col du Galibier (2645 m).[kilde mangler] Prisen var 5000 euro.[kilde mangler] Han førte over alle bjergene og vandt 16. etape med over et minut ned til den nærmeste forfølger, Carlos Sastre fra Team CSC.[kilde mangler] I Paris vandt han den sidste prikkede bjergtrøje i dette års Tour, mens han bar sin nyligt fødte søn,[kilde mangler] der var iklædt i en prikket trøje og kasket.[kilde mangler]

### 2007
Under Tour de France 2007 vandt han 8. etape fra Le Grand-Bornand til Tignes,[kilde mangler] hvor han overtog både den gule og den prikkede trøje.[kilde mangler] Han udbyggede føringen den 25. juli ved også at vinde den sidste bjergetape, kongeetapen, 16. etape Orthez-Gourette-Col d'Aubisque.[kilde mangler]
Med et forspring i det samlede klassement på 3 minutter og 10 sekunder til Alberto Contador på andenpladsen,[kilde mangler] og med kun fire etaper tilbage var han derfor topfavorit til, som den anden dansker i historien efter Bjarne Riis(1996) at vinde den gule trøje i Paris.
Samme aften blev han suspenderet fra løbet og dagen efter fyret af Rabobank. En tidligere cykelrytter hævdede, at have set Michael Rasmussen træne i Dolomitterne, den 13.-14. juni, datoer, hvor Michael Rasmussen havde indberettet at være i Mexico. Og Michael Rasmussen havde ifølge holdets pressechef, Jacob Bergsma, med det samme erkendt at have løjet om, hvor han havde trænet. Dette bestrides imidlertid på det kraftigste af Michael Rasmussen, der den 26. juli har hyret den danske advokat Karoly Nemeth for at rense sit navn.
Den 8. november 2007 fortalte Michael Rasmussen på et pressemøde, han selv havde indkaldt, at han ikke havde været i Mexico, og at Rabobank hele tiden havde vidst det.[kilde mangler] At han ikke havde fortalt omverdenen om det, skyldes at det var pga. ægteskabelig årsager. Det var derfor ifølge Michael Rasmussen uberettiget, at Rabobank tog ham ud af Tour de France for at lyve.

### 2009
Den 27. juli 2009 udløb Rasmussens 2-årige karantæne efter skandalen[kilde mangler]under Tour de France 2007. Efter fyringen fra Rabobank har Rasmussen kun haft kontakt med det mindre mexicanske hold Tecos.

### 2010
Den 14. januar 2010 tegnede Rasmussen kontrakt med det italienske Continental-hold Miche,[kilde mangler] der tidligere har haft Bo Hamburger på kontrakt.[kilde mangler]
Michael Rasmussen skriver kontrakt med Christina Racing.[kilde mangler] Det nye cykelhold er ejet af ur-designeren Christina Hembo, der ejer ur-firmaet Christina Design London. "Holdet" er et skalkeskjul[kilde mangler] for designerens virkelige ambition, hun vil have Michael Rasmussen tilbage på et Protour-hold og se ham tilbage i Tour de France.[kilde mangler] Hele sommeren og efteråret kæmper Christina Hembo Michael Rasmussens sag og forsøger intenst at få ham ansat på et protour hold.[kilde mangler] Hun tilbyder alle Protour-hold at betale samtlige omkostninger til ansættelsen af Michael Rasmussen, inklusiv hans løn for hele 2010 og 2011.[kilde mangler] Især er der intense drøftelser med Bjarne Riis, der dog i slutningen af november – efter 4 måneders overvejelser – afslår tilbuddet.[kilde mangler] Christina Hembos øjeblikkelige respons er "jamen, så lav[kilde mangler] er jeg da bare mit eget hold til Michael". Det grines der en del af i pressen[kilde mangler] og nuværende sportsdirektør og tidligere rytter Brian Holm, kalder det "en omgang jysk marketingroulade".[kilde mangler] Christina Hembos respons er at sende Holm en "Amarstang", og 14 dage efter Riis' afslag opkøber hun[kilde mangler] continentalholdet "Team Stenca Trading – M1" og omdøber cykelholdet til Christina Watches[kilde mangler] og indsætter med omgående virkning Rasmussen til ny ubetinget kaptajn for holdet.[kilde mangler]

## Kontrovers
19. juli 2007 blev det kendt, at Rasmussen ikke ville komme i betragtning til det danske landshold, fordi han ikke har levet op til de danske antidoping-bestemmelser om altid at fortælle dopingmyndighederne, hvor han er. Ifølge Rasmussen selv havde han trænet i sin kones hjemland Mexico og sendt brev til dopingmyndighederne om det, men brevet var blevet forsinket i posten. Sent onsdag den 25. juli, dagen hvor han sejrede på Col d'Aubisque, blev han trukket ud af årets Tour de France af sit hold, Rabobank. Årsagen var angiveligt, at han havde løjet om stedet for hans træning op til touren. Til ledelsen af Rabobank-holdet meddelte han, at han var i Mexico, men han var blevet set i Italien af en cykelkommentator. Reuters viderebragte umiddelbart efter nyheden om udelukkelsen informationer om, at Michael Rasmussen var fyret, men Rabobanks pressechef, Jacob Bergsma, oplyste at Rasmussen var suspenderet. 
Rabobank udtalte, at Rasmussen indrømmede, da han blev konfronteret med oplysningerne af Rabobanks manager Theo De Rooij, at han havde løjet om sit opholdssted, dog havde han selv udtalt, at det ikke var sandt. Rabobank udtalte torsdag formiddag, at Rasmussen var blevet fyret.
Den 4. august 2007 sagde Theo de Rooij sit job op efter massiv kritik af sin fyring af Michael Rasmussen.
Den 28. september 2007 skrev den franske avis l'Équipe, at Michael Rasmussen havde brugt en ny form for doping, dynepo, under Tour de France.[kilde mangler] Stoffet skulle være blevet sporet i Michael Rasmussens urin efter Tour de France, men da stoffet, der er lavet af menneskeceller i stedet for dyreceller, er så nyt, at det ikke optræder på dopinglisten, kan man ikke skride til handling. Senere bekendtgjorde Antidoping Danmark dog, at man godt kunne dømme Rasmussen for brug af denne nye type doping.
Den 8. november 2007 indrømmede Michael Rasmussen ved et pressemøde at have løjet om, hvor han havde opholdt sig. Han befandt sig ikke i Mexico, men i Italien.
Den 17. december 2007 besluttede Michael Rasmussen sig for at anlægge sag mod Rabobank for uberettiget fyring med et erstatsningskrav på ca. 40 millioner kroner.
Den 1. juli 2008 idømte Monacos cykelforbund Michael Rasmussen 2 års karantæne for at have løjet om, hvor han havde opholdt sig. Sagen ankedes af Michael Rasmussen
Den 2. juli 2008 idømtes Rabobank ved retten i i Utrecht at tilbagebetale tilbageholdt løn og tilbageholdt bonuspenge. I alt 5,3 millioner kroner
Den 13. november 2008 meddelte den internationale sportsdomstol CAS, at Michael Rasmussens ankesag "vil blive behandlet inden jul"

## Doping
Michael Rasmussen indrømmede brugen af doping den 31. januar 2013, ved et pressemøde i Herning. Rasmussen misbrug havde stået på i perioden 1998-2010. Det drejede sig om epo, væksthormon, testosteron, DHEA, insulin, IGF-1, kortison og blodtransfusion.

## Kælenavn
Michael Rasmussen går under kælenavnet "kyllingen fra Tølløse" eller blot "kyllingen". Der verserer forskellige historier om, hvorfor han har fået netop det kælenavn, ofte med udgangspunkt i hans lette kropsbygning (især de tynde ben).
Den historie, han selv har givet i TV 2 under Tour de France 2005, er, at han var til en fest, hvor en af deltagerene blev kaldt Bamse, og at han ved den lejlighed selv fik øgenavnet Kylling som en reference til børne-tv-programmet Bamse og Kylling. Den lange form, "Kyllingen fra Tølløse", kan ses som en medieskabt reference til Bjarne Riis' medienavn, "Ørnen fra Herning".[kilde mangler]

## Største resultater
- 1999: Verdensmester i mountainbike.
- 2002: Vinder af 4. etape af Vuelta Ciclista a Burgos. Samlet 3. plads i Giro d'Emilia.
- 2003: Vinder af 7. etape af Vuelta a España og samlet 7. plads.
- 2004: Vinder af 6. etape af Dauphiné Liberé. Samlet 14. plads i Tour de France.
- 2005: Vinder af 9. etape af Tour de France efter at have kørt alene i udbrud over 75% af etapen og kørte med den prikkede bjergtrøje resten af touren, og blev dermed den første dansker nogensinde, der vandt den prikkede bjergtrøje. Michael Rasmussen blev samlet nummer 7 efter at have ligget nummer 3 før den afsluttende enkeltstart, der blev vundet af Lance Armstrong.
- 2006: Vinder af 16. etape af Tour de France efter et udbrud kun 8 km efter start på den 182 km lange kongeetape. Samtidig erobrede Michael Rasmussen også bjergtrøjen, som han beholdt resten af løbet. Michael Rasmussen vandt etapen med 1 minut og 41 sekunder ned til nr. 2, Carlos Sastre fra Team CSC og 1 minut og 54 sekunder ned til Oscar Pereiro Sio.
- 2007 Vinder af 8. etape af Tour de France d. 15. juli efter at have kørt alene op af den sidste stigning til Tignes. Samtidigt erobrede han både den prikkede bjergtrøje og den gule førertrøje.
- 2007 Vinder af 16. etape af Tour de France d. 25. juli – løbets kongeetape i Pyrenæerne – hvor han på den lange opstigning til målet i Col d'Aubisque kørte fra alle de nærmeste konkurrenter til den samlede sejr og kom alene til mål 35 sekunder foran nr. 2.